# Fermi-energie
De fermi-energie is een term uit de natuurkunde en vooral uit de kwantummechanica en vastestoffysica. De fermi-energie is vernoemd naar de Italiaanse natuurkundige Enrico Fermi (29 september 1901 – 28 november 1954), die veel heeft betekend voor de ontwikkelingen in de natuurkunde. Het begrijpen van de fermi-energie is belangrijk bij het begrijpen en onderzoeken van de elektrische geleidbaarheid van metalen. Zo komt deze energie terug in de theorie achter super- en halfgeleiders.
Supergeleiders zijn materialen die onder een bepaalde temperatuur geen weerstand meer hebben. Vaak zijn dit hele lage temperaturen. Kortgezegd zijn supergeleiders het tegenovergestelde van perfecte isolatoren (waarbij de weerstand oneindig is) en zitten halfgeleiders precies tussen deze twee extremen in. De fermi-energie vormt een belangrijke component in deze theorie, vooral die van de supergeleider.

## Introductie
De eigenschappen van metalen worden vaak bekeken door deze metalen te modelleren. Het meest gebruikte model is het vrije-elektronenmodel. Dit model is voor de introductie van de kwantummechanica geïnitieerd, waardoor dit model aanvankelijk gebaseerd was op de klassieke mechanica. Met dit klassieke vrije-elektronenmodel kan de magnetische susceptibiliteit niet goed beschreven worden. Daarnaast is de warmtecapaciteit van de vrije elektronen in dit model eveneens niet goed te beschrijven. Zaken die wel goed beschreven kunnen worden zijn het verband tussen elektrische- en thermische geleidbaarheid en de wet van Ohm.
Het is niet zo dat het klassieke vrije-elektronenmodel faalt bij de fenomenen die niet beschreven kunnen worden. De reden van het niet kunnen beschrijven is dat de klassieke Maxwell-Boltzmann-verdelingsfunctie niet voor elke temperatuur voldoet. Hier is de kwantummechanische Maxwell-Boltzmann-verdelingsfunctie voor nodig, waarin de fermi-energie een rol speelt. De klassieke Maxwell-Boltzmann-verdelingsfunctie gaat uit van modellen (lees: gassen) waarvan verondersteld wordt dat er geen interactie tussen de gasdeeltjes is en dat ze zich ‘klassiek’ gedragen. In een kwantummechanisch vrije-elektronenmodel, waarvan het fermi-gas een voorbeeld is, gedragen de gasdeeltjes zich kwantummechanisch. Een consequentie van dit kwantummechanische gedrag is dat de Maxwell-Boltzmann verdeling op andere principes gebaseerd wordt en zo veranderd wordt. Met dit kwantummechanische model kunnen eigenschappen van metalen beter beschreven en begrepen worden.
De energie van het hoogst gevulde energieniveau in de grondtoestand van het vrije-elektronen-fermi-gas, op het absolute nulpunt, is de definitie van de fermi-energie EF. In een fermi-gas is de fermi-energie bij 0 K gelijk aan de chemische potentiaal. We zijn geïnteresseerd in het vinden van uitdrukkingen voor de fermi-energie, zowel in één dimensie als in drie dimensies.
Een andere definitie van de fermi-energie is dat als we een leeg systeem op het absolute nulpunt vullen, elektron per elektron, en deze vol raakt, de fermi-energie gelijk is aan de kinetische energie van de hoogste energietoestand (die gevuld is).

## Vrije-elektronen-fermi-gas
Het vrije-elektronengas is het model dat gebruikt wordt voor de beschrijving van eigenschappen van metalen. In een metaal zijn er elektronen die vrij door het metaal kunnen bewegen. Dit is experimenteel aangetoond. De vrije beweging van deze elektronen door- en rondom het metaal zorgt ervoor dat we deze elektronen ‘vrije elektronen’ noemen. Ze lijken niet beperkt te zijn tot de beweging rondom slechts één atoom, maar kunnen zich vrij door het metaal bewegen.
Deze vrije elektronen zijn de valentie-elektronen van elk atoom in het metaal. In het model van het vrije-elektronengas vormen deze valentie-elektronen de geleidingselektronen. De geleidingselektronen bewegen vrij door het metaal heen en zorgen o.a. voor de geleiding van elektriciteit. Door de beweging van deze elektronen in metalen te analyseren, kunnen we uitspraken doen over de eigenschappen (zoals warmtecapaciteit) van deze metalen. Als een valentie-elektron zich in een bepaalde toestand van de valentieband bij een atoom bevindt, dan bevindt die zich in dezelfde toestand in de geleidingsband.
Elektronen (en dus ook de geleidingselektronen) zijn fermionen (naar Enrico Fermi), net zoals neutronen en protonen dat zijn. Fermionen voldoen aan een belangrijke verdeling uit de kwantummechanica: de Fermi-Diracverdeling. Daar fermionen aan het uitsluitingsprincipe van Pauli voldoen, kunnen twee fermionen nooit dezelfde kwantumgetallen hebben. Als we dit specifieker bekijken betekent dit uitsluitingsprincipe dat twee elektronen in dezelfde schil om een atoom, een tegengestelde spin moeten hebben. Op deze manier wordt voldaan aan het uitsluitingsprincipe van Pauli.
Het verschil tussen het klassieke vrije-elektronengas en het vrije-elektronen-fermi-gas (kwantummechanisch model) zit hem in het niet resp. wel voldoen aan het uitsluitingsprincipe van Pauli. Een consequentie van dit uitsluitingsprincipe is dat geleidingselektronen alleen door andere geleidingselektronen verstrooid kunnen worden. Met dit model, het vrije-elektronen-fermi-gas, kunnen we onderzoek doen naar het gedrag van geleidingselektronen in een metaal. Op deze manier kunnen we eigenschappen van metalen onderzoeken en bijvoorbeeld supergeleiders begrijpen.

## Fermi-grootheden
Enrico Fermi was (en is nog steeds) een groot natuurkundige die veel heeft betekend voor de kwantummechanica en de moderne gecondenseerde materie. Een aantal grootheden binnen deze velden zijn dan ook naar hem vernoemd. Hieronder een opsomming met een korte toelichting:
Fermi-energiede energie van het hoogst gevulde energieniveau in de grondtoestand van het vrije-elektronen-fermi-gas;
Fermi-niveaueen parameter in de fermi-functie. Deze term wordt vaak verward met de fermi-energie. Het grootste verschil is dat het fermi-niveau op elke temperatuur gedefinieerd is, de fermi-energie alleen op het absolute nulpunt. Op het absolute nulpunt zijn de fermi-energie en het fermi-niveau wel gelijk. Dat maakt de verwarring voor sommigen zo groot;
Fermi-gashet vrije-elektronen-fermi-gas voldoet aan het uitsluitingsprincipe van Pauli. In tegenstelling tot het klassieke vrije-elektronengas;
Fermi-temperatuurboven de fermi-temperatuur bewegen elektronen zich met een significant grotere snelheid dan op het absolute nulpunt;
Fermi-snelheidelektronen bewegen bij temperaturen die het absolute nulpunt benaderen nog steeds met hoge snelheden. De maximumsnelheid wordt de fermi-snelheid genoemd;
Fermi-oppervlakhet fermi-oppervlak is een begrenzing in het reciprook rooster. Op dit oppervlak kunnen verschillende eigenschappen van metalen onderzocht worden. Het fermi-oppervlak is een gevolg van het uitsluitingsprincipe van Pauli;
Fermi-bolhet oppervlak van deze bol is het fermi-oppervlak;
Fermi-paradoxeen paradox, uitgesproken door Enrico Fermi, die betrekking heeft op het bestaan van buitenaards leven. Door gebrek aan bewijs heet dit een paradox;
Fermi's gulden regelmet deze regel kan de waarschijnlijkheid per tijdseenheid berekend worden van de overgang van een eigentoestand naar een continuüm van eigentoestanden;
Fermionenfermionen zijn deeltjes met een spin van een half, of een oneven veelvoud daarvan.

## Fermi-energie in één dimensie
We zijn nu toegekomen aan de berekeningen voor de fermi-energie. Dit doen we door de oneindige potentiaal put te beschouwen in één dimensie.
Om deze situatie te onderzoeken kiezen we voor beschouwen van een enkele elektron. Als we het gedrag van één elektron kunnen beschrijven, dan kunnen we dit uiteindelijk ook voor het hele systeem doen. De veronderstelling die we hierbij maken is dat er geen interactie tussen aparte elektronen is, zoals het geval is in een vrije-elektronen-fermi-gas. Om de beweging van een elektron te beschrijven, beschouwen we de golffunctie {\displaystyle \psi _{n}(x)}. n is een natuurlijk getal en geeft het energieniveau weer waarop een elektron zich bevindt.
De kwantummechanica leert ons dat de eigenwaardevergelijking voor de hamiltoniaan met eigenwaarde de energie en als eigenfunctie de golffunctie, de volgende is: {\displaystyle H\psi _{n}(x)=E\psi _{n}(x)}.
Uit de kwantummechanica verkrijgen we tevens het resultaat dat voor de hamiltoniaan geldt:{\displaystyle H={\operatorname {p^{2}}  \over \operatorname {2m} }} , als we de potentiële energie verwaarlozen. p is de impuls en daarvoor geldt (kwantum): {\displaystyle p=-i\hbar {\operatorname {d}  \over \operatorname {d} \!x}}. De eigenwaardevergelijking wordt zodoende: {\displaystyle -{\operatorname {\hbar ^{2}}  \over \operatorname {2m} }{\operatorname {d^{2}}  \over \operatorname {d} \!x^{2}}\psi _{n}(x)=E_{n}\psi _{n}(x)} (1).
In de oneindige potentiaal put geldt voor de grenzen: {\displaystyle \psi _{n}(0)=0} en {\displaystyle \psi _{n}(L)=0}. Dit betekent dat we zoeken naar een golffunctie die een sinus inbegrepen heeft, die aan deze eisen voldoet. Zodoende vinden we: {\displaystyle \psi _{n}(x)=A\sin {\operatorname {\pi n}  \over \operatorname {L} }}. Door dit in te vullen bij (1) vinden we dat deze golffunctie voldoet. Hieruit volgt voor de energie van een enkel elektron: {\displaystyle E_{n}={\operatorname {\hbar ^{2}}  \over \operatorname {2m} }{\Bigl (}{\operatorname {n\pi }  \over \operatorname {L} }{\Bigr )}^{2}}.
Daar we nu niet geïnteresseerd zijn in een enkel elektron, maar in N elektronen, willen we de EF niet langer laten afhangen van n, maar van een (groot) aantal elektronen. Hier komen we de voorwaarde van het uitsluitingsprincipe van Pauli tegen. Dit uitsluitingsprincipe stelt, zoals eerder benoemd, dat twee elektronen niet dezelfde kwantumgetallen kunnen hebben. Als n het hoogste bezette energieniveau is (en alle niveaus eronder gevuld zijn), dan kunnen we n uitdrukken in N: {\displaystyle n={\operatorname {N}  \over \operatorname {2} }}. Dit volgt direct uit het uitsluitingsprincipe van Pauli. Daar n het hoogste bezette energieniveau is, kunnen we met de genoemde uitdrukking in N de fermi-energie bepalen (per definitie): {\displaystyle {\displaystyle E_{F}={\operatorname {\hbar ^{2}}  \over \operatorname {2m} }{\Bigl (}{\operatorname {N\pi }  \over \operatorname {2L} }{\Bigr )}^{2}}}.
Deze uitdrukking geeft dus de fermi-energie in één dimensie.

## Fermi-energie in drie dimensies
In drie dimensies beschouwen we de fermi-bol. In de fermi-bol liggen punten, die corresponderen met een bepaalde atoomschil. De fermi-bol ligt in de k-ruimte. De reden dat we deze bol gebruiken als we de fermi-energie in drie dimensies willen bepalen, is dat de energie op het oppervlak van de bol gelijk is aan de fermi-energie.
Voor de energie op het oppervlak (lees: de fermi-energie) geldt: {\displaystyle {\displaystyle E_{F}={\operatorname {\hbar ^{2}}  \over \operatorname {2m} }}k_{F}^{2}}, waarbij kF de grootte van een golfvector is. Verder kunnen we bepalen dat voor het aantal atoomschillen in de fermi-bol geldt: {\displaystyle N={\operatorname {4\pi k_{F}^{3}/3}  \over \operatorname {{\Bigl (}{2\pi  \over L}{\Bigr )}^{3}} }={\operatorname {V}  \over \operatorname {3\pi ^{2}} }k_{F}^{3}}. Hieruit volgt meteen: {\displaystyle k_{F}={\Bigl (}{\operatorname {3\pi ^{2}N}  \over \operatorname {V} }{\Bigr )}^{1/3}}.
Uit deze vergelijkingen kunnen we dus de fermi-energie bepalen: {\displaystyle {\displaystyle E_{F}={\operatorname {\hbar ^{2}}  \over \operatorname {2m} }{\Bigl (}{\operatorname {3\pi ^{2}N}  \over \operatorname {V} }{\Bigr )}^{2/3}}}.